# Jack Ryan
John Patrick Ryan je fiktivní postava stvořená Tomem Clancym pro jeho romány. Díky románové řadě můžeme sledovat životní příběh tohoto výjimečného muže, který to od učitelství historie na Námořní akademii v Quantiku dotáhl až do Oválné pracovny v Bílém domě.

## Stručný životopis
John P. Ryan vystudoval ekonomii a historii na Harvardu a v obou těchto oborech získal doktorát. Poté nastoupil na Námořní akademii v Quantiku po jejímž absolvování se stal poručíkem námořní pěchoty. Při cvičení na Krétě si při pádu helikoptéry zranil páteř a kvůli tomuto zranění musel ukončit aktivní službu. Věnoval se nějakou dobu finančnictví a obchodování na burze. V této době se seznámil se svojí manželkou Caroline. I přes obrovský zisk a výborný odhad vývoje cen akcií toto opustil a věnoval se výuce historie na Námořní akademii a psaní knih.

## Seznam knih
- Bez výčitek
- Vysoká hra patriotů
- Rudý králík
- Hon na ponorku
- Kardinál z Kremlu
- Jasné nebezpečí
- Nejhorší obavy
- Čestný dluh
- Z rozkazu prezidenta
- Duhová šestka
- Medvěd a drak
- Tygří zuby

## Děj knih

### Vysoká hra patriotů
Při cestě do Velké Británie zabrání atentátu na britského následníka trůnu a je vážně zraněn. Díky tomuto hrdinskému činu je povýšen do rytířského stavu.
Po návratu do Spojených států na něho zaútočí Ulsterská osvobozenecká armáda, které překazil atentát v Británii. Při tomto pokusu je zraněna jeho manželka a dcera Sally. Díky tomuto útoku se vzdává své učitelské kariéry a přijímá místo analytika v CIA. Při této práci se mu podaří odhalit výcvikový tábor francouzských teroristů. Podaří se mu najít i výcvikový tábor UOA, ale když je do tohoto tábora vyslána zvláštní jednotka, je tábor prázdný.
Při návštěvě britského následníka trůnu v USA ho pozve na večeři k sobě domů. Zde jsou znovu napadeni Ulsterskou osvobozeneckou armádou. Jenom díky Jackově chladnokrevnosti všichni vyváznou bez zranění. S pomocí námořníků z akademie v Quantiku se podaří teroristy dopadnout a předat úřadům. Jeho manželka Caroline této noci porodí svého syna Jacka, jemuž jdou za kmotry britský následník trůnu s manželkou a manželé Jacksonovi.

### Rudý králík
Jack Ryan je v rámci zařazení v CIA převelen do Velké Británie a zde pracuje jako styčný důstojník mezi CIA a MI6.
Ve stejné době se do funkce velitele stanice v Moskvě zapracovává Ed Foley společně se svojí ženou Mary Pat (její ruština je na vysoké akademické úrovni). S těmi se zde spojí kpt. Zajcev pracující v komunikační centrále KGB, který tvrdí, že má velmi důležité informace, které mohou zachránit jedné vysoce postavené osobě život a požaduje za to vyvezení ze země pro sebe, svoji manželku a dceru.
Akce je provedena prostřednictvím britské MI6 přes jejich stanici v Maďarsku a této akce zúčastní i Jack Ryan. Díky této akci si KGB myslí, že kpt. Zajcev a celá jeho rodina jsou po smrti. Zajcevova rodina společně s Ryanem odletí přes Jugoslávii do Británie, kde se Jack dozví, že KGB chce zabít papeže. Jackovou zásluhou jsou dopadeni atentátníci, i když se jim nepodaří zabránit atentátu. Papež útok přežije a Zajcevova rodina odlétá do USA.

### Hon na ponorku
Jack Ryan je pořád ještě v Británii a nyní přijíždí do Langley s fotografiemi nové ruské raketové ponorky. Na analýze se podílí i jeho starý přítel „Skip“ Tyler, námořník, který vinou úrazu přišel o nohu pod kolenem a v důsledku toho o velitelské místo na ponorce.
Do děje vstupuje kapitán „Rudého října“ Marko Ramius, Litevec, který se chce pomstít SSSR za smrt své ženy. Během let se mu podařilo shromáždit kolem sebe skupinu sobě loajálních důstojníků, kteří do toho jdou s ním. Počáteční únik se jim podaří, ale díky dopisu, který Ramius odeslal do Moskvy je pronásleduje celá Sovětská atlantická flotila s rozkazem je zničit.
Jack Ryan díky svým analytickým schopnostem z dodaných indicií odvodí, že kapitán Ramius má v úmyslu přeběhnout s „Rudým říjnem“ do Spojených států. Toto se potvrdí a Ryanovi se s kapitánem podaří spojit. Navedou je na místo kde je veliká hloubka a tam pomocí hlubinného záchranného plavidla evakuují posádku z ponorky. Na té zůstanou jen důstojníci, Ryan, důstojník Královského námořnictva a agent GRU, o kterém neví. Tento agent se pokusí loď zničit, ale Ryan mu v tom zabrání. Poté loď převážejí do Norfolku. Po cestě se setkají se sovětskou útočnou ponorkou, která Rudý říjen napadne a poškodí. Ponorku se jim podaří zničit a v pořádku se dostanou do přístavu.

### Kardinál z Kremlu
CIA má v SSSR významného agenta – „Kardinála“. Je to Michail Filitov, několikanásobný hrdina Sovětského svazu a tajemník ministra obrany. O tomto agentovi ví jen několik zasvěcených. Dodává CIA významné zpravodajské informace o vojenském výzkumu, strategických plánech a mnoho dalších. Své informace předává prostřednictvím celého řetězu spojek. Jednou se kontrarozvědce podaří nešťastnou náhodou tento řetěz mírně narušit a pátrají, kdo je původcem zpráv.
V této době probíhá jak na sovětské tak i na americké straně výzkum speciálních zbraní pro tzv. „Hvězdné války“. Sověti unesou významného amerického vědce, na jehož výzkumech je úspěch jak ruského tak i amerického projektu závislý. Americké policii se ale povede únosce vypátrat a vědce zachránit.
Na ruskou výzkumnou stanici v Kazachstánu mezitím zaútočí povstalci a téměř ji zničí.Tato akce je iniciována CIA, která má od Kardinála informace o této stanici a výzkumu, který na ní probíhá. Ruskému plukovníkovi Bondarenkovi, který je v této době ve výzkumném zařízení na inspekci, se povede útok s velkými ztrátami odrazit.
Americká CIA zachytí varovné signály o možné kompromitaci „Kardinála“. Pokouší se ho dostat ven, ale jsou při tom zadrženi náčelník stanice CIA Ed Foley i s manželkou Mary Pat a jsou vykázáni ze země. Kardinál je zatčen a vyslýchán ve vězení Lefortovo. V té době přilétá do Moskvy Jack Ryan s krytím jako poradce při probíhajících mírových rozhovorech. Podaří se mu zkompromitovat šéfa KGB Gerasimova a přinutí ho, aby opustil zemi a vyvezl z ní i Kardinála. Povede se jim dostat se na letiště v Moskvě a nastoupit do letadla. Jack Ryan bohužel zůstane na zemi. Zde se setká s Golovkem a Normonovem. Ti ho odvezou do Nomonovovy dače v horách kousek od Moskvy. Tam mu Normonov osobně ošetří poraněné koleno a při tom si vyjasní, proč se stalo co se stalo. Poté Jacka propustí a umožní mu odletět domů. „Kardinál“ má velmi podlomené zdraví a výslech ve vězení Lefortovo mu také nepřidal a za několik měsíců umírá. Je pohřben sice tajně, ale se všemi poctami v Camp Davidu.

### Jasné nebezpečí
Prezident USA dá svolení k akcím proti pašerákům drog. Operaci řídí náměstek pro řízení operací CIA (DDO) Bob Ritter ve spolupráci s poradcem prezidenta pro národní bezpečnost admirálem Jamesem Cutterem. Je vybrána skupina vojáků s výcvikem speciálních jednotek a je vyslána do Kolumbie, aby sledovala letiště pašeráků drog (operace Divadelní loď). Na základě jejich hlášení jsou sestřelována pašerácká letadla nad mořem.
Admirál James Greer, náměstek pro zpravodajskou činnost (DDI) je v nemocnici s rakovinou slinivky a umírá. Jeho funkci postupně přebírá Jack Ryan. Postupně z různých náznaků přijde na operaci Divadelní loď, kterou se před ním snažil Ritter utajit. Při cestě do Kolumbie je zabit drogovým kartelem Emil Jacobs, ředitel FBI. Ritter s Cutterem jako odplatu na toto rozjíždějí operaci Reciprocita. Tato operace je namířena proti zpracovatelským místům koky. Zároveň s tímto jsou podniknuty bombové útoky na vůdce kartelu.
Bývalý kubánský zpravodajský důstojník Cortéz, pracující pro kartel, zjistí jak se věci mají a potajmu se sejde s Cutterem a donutí ho k ukončení operací Divadelní loď a Reciprocita. Cutter dá příkaz operace ukončit a vojáky nasazené do Kolumbie nechá bez spojení napospas žoldákům kartelu. Jack Ryan to zjistí, a vydává se na vlastní pěst s nasazením svého života do Kolumbie a vojáky dostane ven. Sice mají velké ztráty, ale podaří se jim zajmout nejdůležitějšího hlavouna kartelu a Cortéze.
V této knize stejně jako v „Bez výčitek“ hraje důležitou roli John T. Clark a nově se zde objevuje Domingo Chavez, který se potom objevuje jako partner Clarka.

### Čestný dluh
V tomto románu japonský obchodník Raizo Jamata se snaží pomstít Americe, která, podle něj, může za smrt jeho rodiny, která zahynula při WWII skokem ze skály do moře. Nehodlá vyhlásit Americe hned konvenční válku, ale rozhodne se napadnout její ekonomiku. Promyšleným útokem nenávratně zničí data obchodů na Newyorské burze za celý den, tím pádem nikdo neví, kolik kdo má vlastně peněz. Zároveň díky svým kontaktům a korupci v japonské vládě nechá poškodit při cvičení letadlovou loď, hlavní zbraň USA a nedlouho potom obsadí ostrovy, na které podle nich mají historické právo.
Mezitím stihl koupit většinový podíl ve společnosti Columbus Group, kterou založil a dosud vedl George Winston, která spravuje fondy obyčejných lidí za miliardy dolarů.
Zároveň se rozeběhl japonský vesmírný program. Při testu rakety, která má vynášet na oběžnou dráhu družice, jsou i odborníci z NASA. Z vesmírných raket se nakonec stanou balistické atomové rakety a tím se stává Japonsko další jadernou velmocí.
Na scénu v tu chvíli vstupuje Jack Ryan a s pomocí Winstona a největších obchodníků z celého světa zprovozní burzu. USA zahájí ofenzívu proti obsazeným ostrovům. Díky letounům stealth F-22 zničí protiletadlovou obranu hlavních japonských ostrovů a pomocí záškodnických akcí jednotek Rangers a stealth vrtulníky AH-66 Comanche zabijí hlavní iniciátory útoků.
Při válce zahynou však i syn a bratr kapitána Satóa, který létá s Boeingem 747 pro JAL. Ten díky svým zkušenostem a dobrému načasování svým letadlem narazí do Capitolu a zabije téměř celou americkou vládu, včetně prezidenta Durlinga. Pár hodin předtím však Jack Ryan přijal od prezidenta nabídku na dočasnou funkci místoprezidenta za odstupujícího Kealtyho, který odchází kvůli skandálům, s tím, že ho po konci volebního období, které končí za 11 měsíců, nechá odejít ze státních služeb. Při nárazu letadla je Ryan se svojí rodinou a ochrankou v podzemním tunelu, kde útok přežijí.

### Z rozkazu prezidenta
Tento román přímo navazuje na Čestný dluh.
Po smrti prezidenta Durlinga se Jack stává prezidentem USA. Stojí před nelehkým úkolem – neexistuje senát, sněmovna, kabinet, nejvyšší soud ani sbor náčelníků štábů. Bývalému viceprezidentovi Kealtymu se podaří ještě téže noci, kdy došlo ke zničení Kapitolu, prostřednictvím svého člověka z ministerstva zahraničí odcizit svoji demisi a na základě toho pak vznáší nárok na prezidentské křeslo. Za těchto podmínek se Jack snaží znovu ustavit kabinet, Kongres a ústavní soud.
O několik dní později dochází k atentátu na iráckého prezidenta a íránskému vůdci Darjájímu se do rukou dostává pacientka nakažená Ebolou. Z její krve připraví biologickou zbraň. Írán nabídne Iráku spojení a vzniká Spojená islámská republika – SIR. V rámci vojenských plánů Íránu je podniknut útok na Ryanovu nejmladší dceru a zároveň prostřednictvím velkých výstav je mezi lidi rozšířena Ebola. Ve vzniklém zmatku SIR napadne Saúdské království – chce dobýt Rijád a obsadit svatá města Mekka a Medina. Američanům se podaří do Saúdské Arábie dostat personál jedné obrněné divize a bojovou techniku z ostrova Diego García v Indickém oceánu.
Spojené státy dostojí svému závazku vůči Saúdské Arábii a podaří se tento útok odvrátit. Mezitím CIA zjistí kdo stojí za těmito útoky a prezident Ryan dá rozkaz k přímému útoku na sídlo Darjájího „chytrou bombou“. Toto se podaří a nebezpečí je zažehnáno.

### Duhová šestka
Hlavními postavami této knihy je J. T. Clark a Domingo „Ding“ Chavez. John Clark je ustaven do funkce velitele jednotky DUHA – mezinárodní protiteroristické jednotky – v hodnosti generála. Ding je velitelem jedné skupiny této jednotky v hodnosti majora. Jednotka sídlí v Herefordu v Anglii.
Ve druhé lince příběhu sledujeme děj v Americe, kde ekoteroristická skupina připravuje plány na ovládnutí celé planety a vyhubení téměř celé lidské populace. Chtějí to provést pomocí upraveného viru Ebola nazvaného Šiva. Chtějí pro masové rozšíření tohoto viru využít přicházející LOH v Sydney. Aby se jim to podařilo, potřebují získat přístup k zabezpečení těchto LOH prostřednictvím poradenské firmy v oboru bezpečnosti.
A nyní vstupuje na scénu bývalý důstojník KGB s krycím jménem Serov a prostřednictvím svých kontaktů vyprovokuje 2 zásahy DUHY v Evropě, i když o této jednotce zatím neví. Z jiného směru je vyprovokován zásah DUHY také v zábavním parku ve Španělsku. Serov si dá dohromady informace a uvědomí si existenci DUHY a podaří se mu vypátrat její sídlo. Od organizace, která ho najala, získá prostředky a drogy k tomu, aby se mu podařilo zosnovat útok PIRA na DUHU. PIRA provede útok na nemocnici v Herefordu, kde pracují manželky Clarka i Dinga. Tento útok zanechá stopy, vedoucí k Serovovi, ale je toho málo, co o něm vědí.
Ekoteroristé stáhnou Serova do USA a uklidí ho na svoji základnu v Kansasu, kde se postupně dozvídá, k čemu svými akcemi přispěl. Hne se v něm svědomí a po zabití jednoho z této skupiny se mu podaří uprchnout a dostat se až do NY, odkud se spojí s Clarkem. Tento za ním přijede z Herefordu do NY, kde se dozví, co se chystá. Naštěstí má Duha na LOH svoje lidi a těm se podaří zabránit v zamýšleném útoku. Zajmou toho, kdo měl provést útok a dostanou z něho potřebné informace. Od prezidenta Ryana dostanou souhlas k akci v Brazílii a podaří se jím tuto skupinu, která se mezitím stáhla do Amazonského pralesa, zlikvidovat.

## Další důležité postavy
- James Greer – náměstek ředitele CIA pro zpravodajství (DDI). Objevuje se v první polovině série. Díky němu Ryan postupuje tak strmě v CIA. Je to černoch a je obdařen výjimečnou inteligencí a analytickým myšlením. V Jacka má velikou důvěru. V části „Jasné nebezpečí“ umírá na rakovinu slinivky ve vojenské nemocnici Bethesda.
- John C. Clark – vlastním jménem John T. Kelly. Je hlavní postavou knihy Bez výčitek. V CIA pracuje jako důstojník v terénu především pro ředitelství operací. K CIA ho dostal DDI admirál James Greer pomocí fingované smrti, aby se vyhnul stíhání za svoje předchozí zločiny. Dostal novou identitu a mimo jiné pracuje jako důstojník výcviku na „Farmě“ – výcvikovém středisku terénních pracovníků CIA. Později se spřátelí s Ryanem a na několika akcích spolupracují. Od dílu Duhová šestka má propůjčenou hodnost generála a je velitel „DUHY“ – mezinárodní protiteroristické jednoty NATO působící v Evropě se sídlem v Anglii na základně SAS v Herefordu. V sérii se často objevuje a bývá označován jako Ryanovo temné alter ego.
- Domingo „Ding“ Chavez – původně voják, později důstojník CIA v terénu a partner J.T. Clarka. Poprvé se objevil v knize „Jasné nebezpečí.“ Pracovali spolu převážně na polovojenských akcích ředitelství operací CIA. Je hispánského původu a pochází z LA. Sehrál spolu s J. Clarkem velmi významnou úlohu v dílech Čestný dluh, Z rozkazu prezidenta, Duhová šestka a Medvěd a drak. Od knihy Duhová šestka velitel jednoho družstva „DUHY“ v hodností majora. Od tohoto dílu je také zetěm J.T. Clarka, vzal si jeho mladší dceru Patsy.
- Daniel Murray – nejprve agent a později ředitel FBI. Je přítelem Jacka Ryana od knihy Vysoká hra patriotů. Bojovali spolu bok boku v knize Jasné nebezpečí v Kolumbii.
- Robby Jackson – letec, později admirál a na závěr viceprezident USA. Je blízkým přítelem Jacka Ryana. Je Afroameričan. Jeho manželka je koncertní pianistka. Přibližně od poloviny série trpí artritidou a nemůže létat. V dílu Tygří zuby je po smrti, byl zabit skupinou lidí, které vadilo, že po odstoupení Jacka Ryana z prezidentské funkce se stal prvním černým prezidentem USA.
- Ed Foley – původně důstojník CIA v terénu, spolupracuje se svojí ženou Mary Pat. Po nástupu Jacka Ryana do úřadu prezidenta USA je jmenován ředitelem CIA, jeho žena Mary Pat vede ředitelství operací. V knize Tygří zuby je se svojí manželkou, stejně jako většina hlavních postav, na odpočinku.
- Sergej Golovko – ředitel KGB a její nástupnické organizace. Původně nepřítel Jacka Ryana, ale uznával ho jako velmi zdatného protivníka. Od dílu Čestný dluh je Ryanův přítel a dá se říct i spojenec. Jack Ryan se s ním poprvé setkal v dílu Kardinál z Kremlu.

V knihách se vyskytují i jiné důležité postavy, které se objevují ve více částech, ale jejich úloha není klíčová pro celou sérii.